# Dalmatius (caesar)
Dalmatius († 337/38) of Flavius Dalmatius (op munten en in inscripties Flavius Iulius Delmatius), was van 335 tot diens dood caesar (onderkeizer) van zijn oom Constantijn. Na diens dood in 337 werd hij in het kader van een zuiveringsactie door militairen vermoord.
Dalmatius was de zoon van Constantijns halfbroer Flavius Dalmatius (een censor) en diens vrouw, waarvan de naam niet bekend is. Zijn broer was Hannibalianus. Hij was de neef van Constantijn I, Julius Constantius en Flavius Hannibalianus, wiens naam zijn broer ook droeg. Hij werd samen met zijn broer in Tolosa, het huidige Toulouse, opgevoed, waar ook hun vader leefde. Zijn leraar was de redenaar Exsuperius. Op 18 september 335 werd Dalmatius door zijn oom tot Caesar benoemd – duidelijk tegen de zin van het leger, dat altijd al de voorkeur had gegeven aan een directe opvolging in dynastieke lijn. In hetzelfde jaar kreeg zijn broer Hannibalianus de titel van een Rex regum („koning der koningen“), omdat hij waarschijnlijk werd voorbereid om te worden ingezet als Armeense cliëntkoning. Het ambtsgebied van Dalmatius omvatte Thracia, Achaea en Macedonia. Zijn residentie had hij waarschijnlijk in Naissus.
Dalmatius en zijn broer Hannibalianus genoten hun educatie in Tolosa bij retor Exuperius. In dit gebied – aan de Neder-Donau – zou Dalmatius het rijk tegen de Goten moeten verdedigen, die op dat moment een voortdurende bedreiging vormden.
Dit was een belangrijke taak, vooral in verband met Constantijns geplande veldtocht tegen de Perzen, waarbij hij de Donaugrenzen niet onbeschermd wilde achterlaten. Constantijn de Grote stierf echter op 22 mei 337, voordat hij aan de veldtocht kon beginnen. Op zijn dood volgde een lange periode van onrust, waarin vele verwanten van de keizer door militairen werden vermoord. Ook Dalmatius werd, net zoals zijn vader en broer, een slachtoffer van deze zuivering. Wanneer Dalmatius precies is gestorven, is evenzeer omstreden als de vraag of de moorden door Constantijns zonen waren bevolen of slechts geduld.

## Voetnoten
1. ↑  Zo D. Kienast, Römische Kaisertabelle. Grundzüge einer römischen Kaiserchronologie, Darmstadt, 1996², p. 307.
2. ↑  Ausonius, Commemoratio professorum Burdigalensium XVII 8–11.
3. ↑  Aurelius Victor, Liber de Caesaribus XLI 15: „obsistentibus valide militaribus“.
4. ↑  Aldus T.D. Barnes, The New Empire of Diocletian and Constantine, Cambridge – Londen, 1982, p. 87.
5. ↑  Anonymus Valesianus, Origo Constantini Imperatoris 35.
6. ↑  Aldus B. Bleckmann, art. Flavius Dalmatius (2), in NP 3 (1997), p. 288.
7. ↑  Voor deze discussie, zie R. Klein, Die Kämpfe um die Nachfolge nach dem Tode Constantins des Großen, in R. von Haehling - K. Scherberich (edd.), Richard Klein, Roma versa per aevum. Ausgewählte Schriften zur heidnischen und christlichen Spätantike, Hildesheim – Zürich – New York, 1999, pp. 1–49.